# بخش علا
بخش علا، یکی از بخش‌های شهرستان صیدون در استان خوزستان ایران است. مرکز این بخش، روستای بنه لم است.
مردم این بخش لر بهمئی اند.

## تقسیمات کشوری
- بخش علا
  - دهستان رودزیر
  - دهستان صیدون جنوبی

## جمعیت
بر پایه سرشماری عمومی نفوس و مسکن در سال ۱۳۹۵، جمعیت بخش علا برابر با ۸٬۳۰۵ نفر بوده‌است.